# Lago Perućac
O lago Perućac (em bósnio:  Perućačko jezero; em sérvio:  Перућачко језер) é um lago artificial no rio Drina, entre os municipios de Srebrenica e de Višegrad na Bósnia e Herzegovina e no município de Bajina Bašta, na Sérvia. Foi criado em 1966 para reter as águas do rio Drina e obter energia hidroelétrica.
O lago ficou conhecido por ser um dos locais na Sérvia para onde foram transportados os restos mortais de Albaneses do Kosovo mortos no conflito de 1999. Em agosto de 2010 foi alvo de uma operação de investigação forense para recolha dos corpos de vítimas bosníacas dos massacres de Višegrad de 1992.